# Garancières
Garancières ist eine französische Gemeinde mit 2.577 Einwohnern (Stand: 1. Januar 2022) im Département Yvelines in der Region Île-de-France. Sie gehört zum Arrondissement Rambouillet und zum Kanton Aubergenville (bis 2015: Kanton Montfort-l’Amaury). Die Einwohner werden Garanciérois genannt.

## Geographie
Garancières befindet sich etwa 28 Kilometer westlich von Versailles am Bach Ru du Breuil. Umgeben wird Garancières von den Nachbargemeinden Flexanville im Norden und Nordwesten, Villiers-le-Mahieu im Norden, Autouillet im Nordosten, Boissy-sans-Avoir im Osten, La Queue-les-Yvelines im Süden, Millemont im Südwesten sowie Béhoust im Westen.

## Geschichte
774 wurde der Ort als Waranceræ erstmals erwähnt.

### Bevölkerungsentwicklung
| Jahr      | 1962 | 1968 | 1975 | 1982 | 1990 | 1999 | 2006 | 2011 | 2022 |
| Einwohner | 902  | 1025 | 1193 | 1392 | 1923 | 2242 | 2331 | 2395 | 2577 |

## Sehenswürdigkeiten

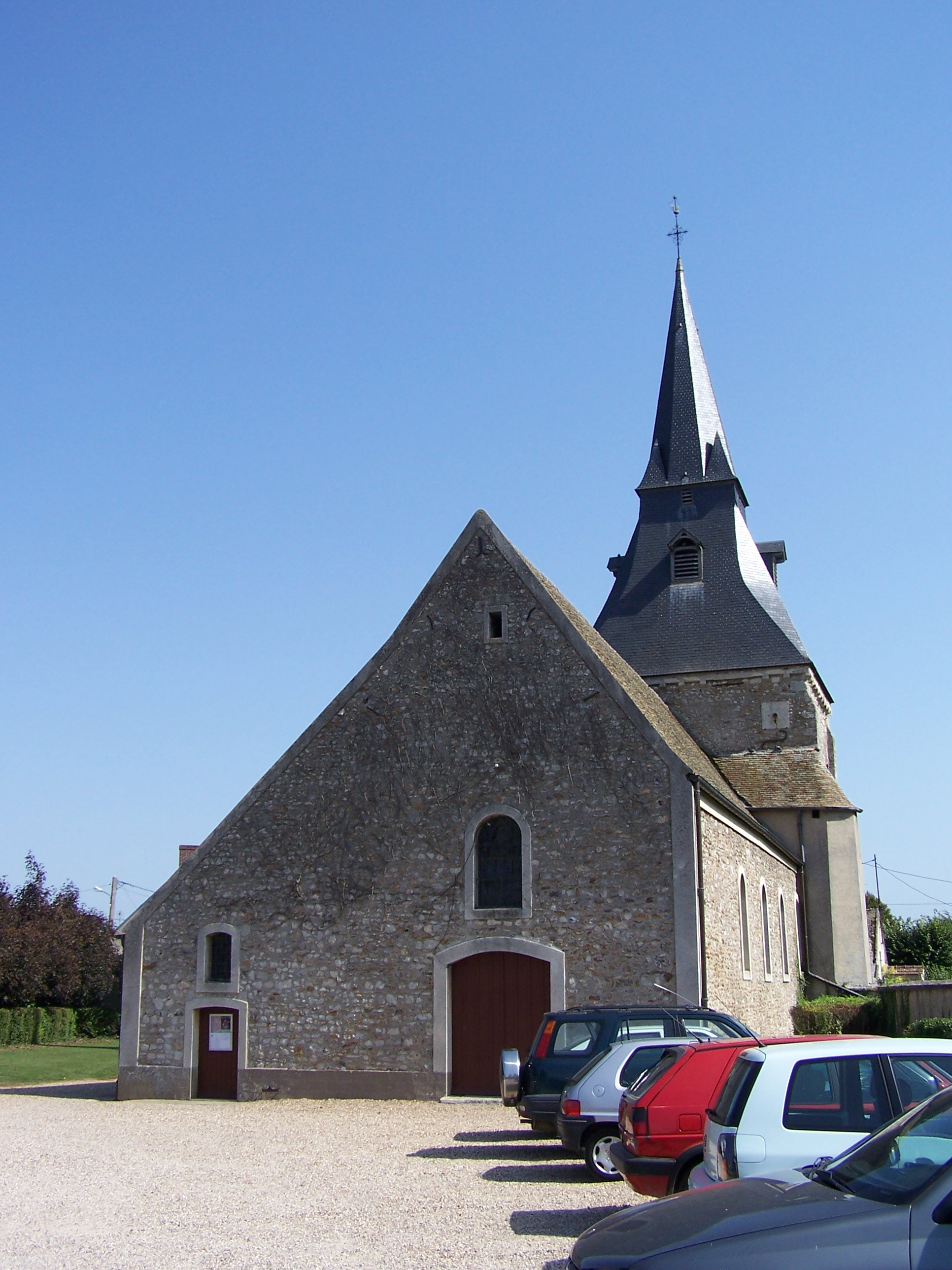
Kirche Saint-Pierre

- Kirche Saint-Pierre, im 12. Jahrhundert erbaut, Monument historique seit 1950
- Reste eines alten Taubenschlags, sog. Turm Fresnay
- Schloss Breuil aus dem 16. Jahrhundert
- Viehtränke aus dem 17. Jahrhundert

## Gemeindepartnerschaften
Mit der deutschen Gemeinde Scheden in Niedersachsen besteht seit 2007 eine Partnerschaft.